# Johann Jakob Bausch
Johann Jakob Bausch (Süßen, 25 luglio 1830 – Rochester, 14 febbraio 1926) è stato un ottico e imprenditore tedesco naturalizzato statunitense, cofondatore della Bausch & Lomb con Henry Lomb. Trasformò il suo piccolo gabinetto ottico in una multinazionale pioniera dell'industria ottica.

## Biografia
Bausch nacque da Georg Bausch, fornaio, e dalla moglie Anna Schmid, a Groß Süßen, Süßen, nel Baden-Württemberg, Germania. Alla maggiore età si trasferì a Berna in Svizzera dove lavorò nel ramo dell'ottica fotografica. Nel 1850 emigrò negli USA. Arrivò nella comunità tedesca di Buffalo (New York), ma a causa del colera epidemico, si trasferì a Rochester (New York) e cambiò il nome in John Jacob.
Nel 1853, Bausch aprì un negozio di ottica a Rochester. Bausch vendeva ottiche come binocoli, monocoli, termometri e lenti d'ingrandimento. L'amico Henry Lomb, anch'egli tedesco da Burghaun, emigrato nel 1849, investì 60 US$ nel negozio di Bausch e nel 1855 divenne socio. Nel 1856 Bausch rinominò la società in "Optical Institute of Rochester."
Nella primavera 1861, Lomb partecipò alla guerra di secessione per due anni.  Bausch scoprì accidentalmente che un pezzo di gomma vulcanizzata preso su una strada di New York, poteva essere lavorato. Provò a realizzare una montatura di occhiali da quel materiale. All'epoca le montature erano di materiali pregiati come corno e oro o tartaruga, quindi molto costosi. Bausch capì che poteva usare un materiale sintetico, quindi povero. Durante la guerra i materiali pregiati scarseggiarono dalle importazioni e la domanda del nuovo prodotto di Bausch aumentò.
Nel 1864 la società divenne "Bausch and Lomb, Opticians," e poi "Vulcanite Optical Instrument Company" nel 1866. Iniziò la produzione su larga scala, con Lomb che si occupò della parte finanziaria e Bausch di quella tecnica.
Nel 1876 cambiò nuovamente nome alla società in "Bausch and Lomb Optical Company". Iniziò quindi la produzione anche di strumenti scientifici come microscopi e altro come lenti fotografiche (1883), occhiali (1889), microtomo (1890), binocoli e telescopi (1893). La società divenne "Bausch and Lomb Optical Company, Inc." nel 1908, anno di morte di Lomb.
Bausch & Lomb divenne fornitore delle forze armate statunitensi sin dalla prima guerra mondiale.
Uno dei più famosi prodotti dell'azienda furono gli occhiali da sole Ray-Ban, ancora oggi venduti.
Bausch morì nel 1926, e il figlio Edward Bausch proseguì l'opera del padre.